# S/S Laxen
S/S Laxen är en svensk ångvarpbåt, som finns vid Siljansfors skogsmuseum i Mora.
Ångvarpbåten Laxen byggdes 1899 på Gefle Varv för Nedre Dalelfvens flottningsförening och är systerbåt till S/S Östa och S/S Bäsingen. Hon användes för att varpa timmer på Hedesundafjärden. För detta var hon utrustad med ett ångdrivet spel med cirka 2 000 meter wire. 
Laxen byggdes om under 1940-talet och fick då oljeeldning. Hon hade sin bryggplats vid Svartbäcken strax nedströms Gysinge bruk och var i tjänst till 1970, då flottningen på Dalälven lades ned.